# 増田壽男
増田 壽男（ますだ としお、1941年3月8日 - 2018年9月15日）は、日本の経済学者。法政大学名誉教授・18代目総長。東京都出身。
法政大学総長時代は学生自治に露骨な介入を行ない、元学生5人を暴力行為等処罰法違反の廉で逮捕させたが全員無罪が確定している。
比較的、前向きな性格で「増田総長も熱心な野球応援家で、球場で、なぜか応援団のリードを務めて全力で腕を振り上げているのをみて、驚いた」という後輩の回顧もある。

## 経歴
- 1964年3月 慶應義塾大学経済学部卒業
- 1966年3月 慶應義塾大学大学院経済学研究科修士課程修了
- 1970年3月 慶應義塾大学大学院経済学研究科博士課程満期退学
- 1970年4月 法政大学経済学部特別助手
- 1971年4月 法政大学経済学部専任講師
- 1972年4月 法政大学経済学部助教授
- 1979年4月 法政大学経済学部教授
- 1984年4月 イギリス歴史研究所（ロンドン）客員研究員（1986年3月まで）
- 1993年4月 法政大学経済学部長（1995年3月まで）
- 2000年4月 法政大学比較経済研究所長（2002年3月まで）
- 2008年4月 法政大学総長（2014年3月まで）
- 2011年4月 法政大学名誉教授
- 2018年9月15日 急性白血病のため死去[1]

## 共編著
- 『現代経済と経済学』沢田幸治共編 有斐閣 1997
- 『長期不況と産業構造転換』吉田三千雄共編（大月書店、2003）
- 『日本産業の構造転換と企業』（新日本出版社、2005）
- 『なぜ巨大開発は破綻したか―苫小牧東部開発の検証』今松英悦,小田清共編（日本経済評論社、2006）
- 『経済再生へのIT戦略』（法政大学出版局、2006）